# Yuriy Tomilov
Yuriy Tomilov (ukr. Юрій Володимирович Томілов, ur. 15 sierpnia 1971 w Winnicy) – polsko-ukraiński matematyk, profesor. Od 2011 r. posiada obywatelstwo polskie.

## Życiorys
W 1993 r. ukończył studia matematyczne na Uniwersytecie Kijowskim. Tam w 1996 r. obronił z wyróżnieniem pracę doktorską Zachowanie asymptotyczne rozwiązań niektórych równań ewolucyjnych w przestrzeniach nieskończeniewymiarowych. Od 2000 pracował na Wydziale Matematyki i Informatyki Uniwersytetu Mikołaja Kopernika w Toruniu, tam w 2005 r. uzyskał stopień doktora habilitowanego. W 2013 r. otrzymał tytuł profesora nauk matematycznych. Jest pracownikiem Instytutu Matematycznego Polskiej Akademii Nauk, gdzie kieruje Zakładem Analizy Funkcjonalnej, oraz Uniwersyteckiego Centrum Doskonałości „Dynamika, analiza matematyczna i sztuczna inteligencja” UMK.
W swoich badaniach zajmuje się teorią operatorów, z zastosowaniami w równaniach różniczkowych, teorii funkcji oraz teorii ergodycznej i układów dynamicznych. Swoje prace publikował m.in. w „Journal of Functional Analysis”, „Advances in Mathematics”, „Journal of the London Mathematical Society", Journal für die Reine und Angewandte Mathematik„”, „Transactions of the American Mathematical Society”, „Journal of the European Mathematical Society" oraz „Mathematische Annalen".
Jest laureatem Nagrody Naukowej Wydziału III Nauk Ścisłych i Nauk o Ziemi PAN (2009) za cykl 5 prac dotyczących m.in. asymptotyki ciągów operatorów w przestrzeniach Hilberta i Banacha i stabilności półgrup operatorów, Nagrody Instytutu Matematycznego PAN (2012) za „głębokie wyniki z teorii operatorów i półgrup operatorowych w przestrzeniach Hilberta” oraz Nagrody im. Stefana Banacha (2019) za „głębokie i szeroko cytowane wyniki w zakresie teorii operatorów i półgrup operatorów na przestrzeniach Banacha oraz ich zastosowania w teorii równań różniczkowych i teorii ergodycznej”.